# Michele Maffei
Michele Maffei (Roma, 11 de noviembre de 1946) es un deportista italiano que compitió en esgrima, especialista en la modalidad de sable.
Participó en cuatro Juegos Olímpicos de Verano entre los años 1968 y 1980, obteniendo en total cuatro medallas: plata en México 1968, oro en Múnich 1972, plata en Montreal 1976 y plata en Moscú 1980. Ganó diez medallas en el Campeonato Mundial de Esgrima entre los años 1971 y 1983.

## Palmarés internacional
| Juegos Olímpicos   | Juegos Olímpicos           | Juegos Olímpicos  | Juegos Olímpicos  |
| Año                | Lugar                      | Medalla           | Prueba            |
| ------------------ | -------------------------- | ----------------- | ----------------- |
| 1968               | Ciudad de México (México)  | Medalla de plata  | Sable por equipos |
| 1972               | Múnich (RFA)               | Medalla de oro    | Sable por equipos |
| 1976               | Montreal (Canadá)          | Medalla de plata  | Sable por equipos |
| 1980               | Moscú (URSS)               | Medalla de plata  | Sable por equipos |
| Campeonato Mundial |                            |                   |                   |
| Año                | Lugar                      | Medalla           | Prueba            |
| 1971               | Viena (Austria)            | Medalla de oro    | Sable individual  |
| 1971               | Viena (Austria)            | Medalla de bronce | Sable por equipos |
| 1973               | Gotemburgo (Suecia)        | Medalla de bronce | Sable por equipos |
| 1974               | Grenoble (Francia)         | Medalla de bronce | Sable por equipos |
| 1978               | Hamburgo (RFA)             | Medalla de bronce | Sable individual  |
| 1978               | Hamburgo (RFA)             | Medalla de bronce | Sable por equipos |
| 1979               | Melbourne (Australia)      | Medalla de plata  | Sable por equipos |
| 1981               | Clermont-Ferrand (Francia) | Medalla de bronce | Sable individual  |
| 1982               | Roma (Italia)              | Medalla de plata  | Sable por equipos |
| 1983               | Viena (Austria)            | Medalla de bronce | Sable por equipos |